# Gonzalo Chillida
Gonzalo Chillida Juantegui (San Sebastián, 12 de enero de 1926 - Ib., 5 de julio de 2008) fue un pintor español, hermano del escultor Eduardo Chillida. Está considerado uno de los mejores representantes de la abstracción lírica en la pintura española.
De vocación temprana, ingresó en 1947 en la Academia de Bellas Artes de San Fernando de Madrid, frecuentando las clases de dibujo del Círculo de Bellas Artes. Entre 1951 y 1953 amplió sus estudios en París, residiendo en el Colegio de España de la capital francesa. 
Durante los primeros años de formación, su estilo fue de carácter realista, con influencia del cubismo, desarrollando una pintura de estructura geométrica, de trazos decididos y colores robustos.
A partir de los años sesenta su pintura fue evolucionando hacia una mayor abstracción, aunque siempre partiendo de un motivo real como eran el mar y las playas frente a los que vivió en San Sebastián, los paisajes de la montaña vasca o las vistas de la meseta castellana. Desde estos años hasta su fallecimiento en 2008, su estilo fue progresando hacia formas más desdibujadas, hacia composiciones cada vez más esenciales y libres, logradas mediante sutiles pinceladas de color al óleo.
Su obra, mostrada a lo largo de los años en exposiciones individuales y colectivas nacionales y extranjeras, está representada en museos y colecciones públicas y privadas, entre las que destacan el Artium de Vitoria, el Ayuntamiento de San Sebastián, el British Museum de Londres, el Centro Andaluz de Arte Contemporáneo de Sevilla, la Colección BBVA de Madrid, la Col·lecció Testimoni de La Caixa de Barcelona, la Diputación Foral de Guipúzcoa, la Fundación Juan March de Madrid, el Instituto Valenciano de Arte Moderno de Valencia, el Museo de Arte Contemporáneo de Lanzarote, el Museo de Bellas Artes de Bilbao, el Museo de Arte Abstracto Español de Cuenca y el Museo San Telmo de San Sebastián.  Su trayectoria profesional fue reconocida en el año 2001 con la concesión de la Medalla de Oro de las Bellas Artes por el Ministerio de Cultura de España.  
En 2016 tuvo lugar en la Sala Kubo Kutxa de San Sebastián una gran exposición retrospectiva de su obra, en donde se mostraron sus pinturas al óleo acompañadas de una serie de dibujos, aguafuertes, litografías y fotografías originales y de la nueva pieza audiovisual La idea del norte, dirigida por Alicia Chillida y Benito Macías.